# Grand Prix automobile de Monaco 1993
GP précédent GP suivant
Le Grand Prix automobile de Monaco 1993 (51e Grand Prix de Monaco), disputé sur le circuit de Monaco, à Monte-Carlo, à Monaco le 23 mai 1993, est la quarantième édition du Grand Prix, le 538e Grand Prix de Formule 1 couru dans le cadre du championnat du monde depuis 1950 et la sixième manche du championnat 1993.

## Classement

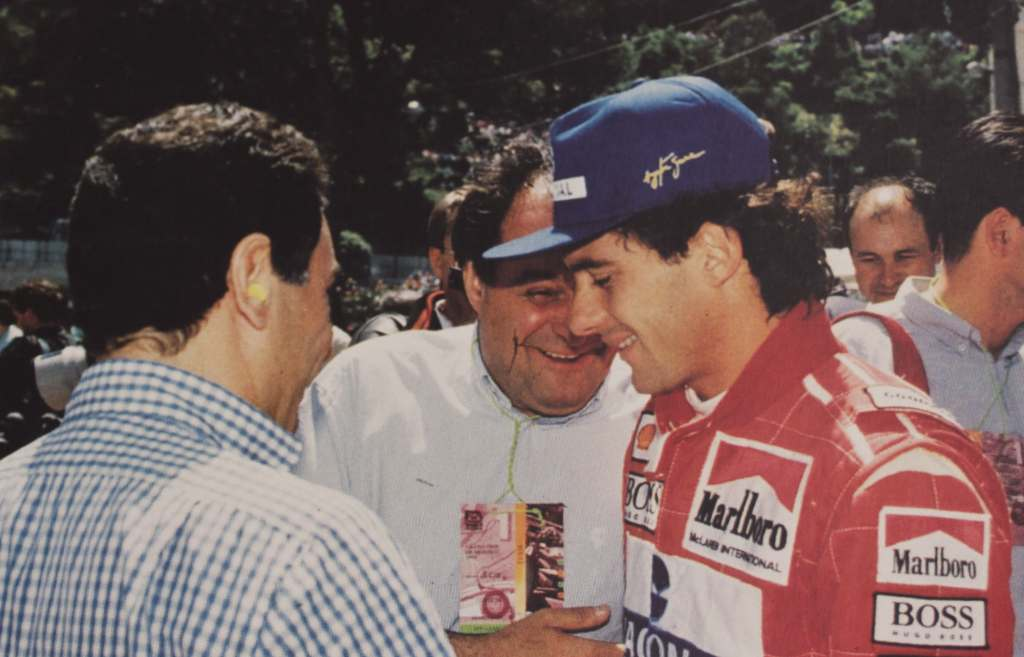
Tullio Abbate et Ayrton Senna à Monaco en 1993.

| Pos. | No | Pilote               | Écurie                | Tours | Temps/Abandon                      | Grille | Points |
| ---- | -- | -------------------- | --------------------- | ----- | ---------------------------------- | ------ | ------ |
| 1    | 8  | Ayrton Senna         | McLaren-Ford          | 78    | 1 h 52 min 10 s 947 (138,837 km/h) | 3      | 10     |
| 2    | 0  | Damon Hill           | Williams-Renault      | 78    | + 1 min 02 s 118                   | 4      | 6      |
| 3    | 27 | Jean Alesi           | Ferrari               | 78    | + 1 min 03 s 362                   | 5      | 4      |
| 4    | 2  | Alain Prost          | Williams-Renault      | 77    | + 1 tour                           | 1      | 3      |
| 5    | 23 | Christian Fittipaldi | Minardi-Ford          | 76    | + 2 tours                          | 17     | 2      |
| 6    | 25 | Martin Brundle       | Ligier-Renault        | 76    | + 2 tours                          | 13     | 1      |
| 7    | 11 | Alessandro Zanardi   | Lotus-Ford            | 76    | + 2 tours                          | 20     |        |
| 8    | 7  | Michael Andretti     | McLaren-Ford          | 76    | + 2 tours                          | 9      |        |
| 9    | 14 | Rubens Barrichello   | Jordan-Hart           | 76    | + 2 tours                          | 16     |        |
| 10   | 4  | Andrea De Cesaris    | Tyrrell-Yamaha        | 76    | + 2 tours                          | 19     |        |
| 11   | 24 | Fabrizio Barbazza    | Minardi-Ford          | 75    | + 3 tours                          | 25     |        |
| 12   | 19 | Philippe Alliot      | Larrousse-Lamborghini | 75    | + 3 tours                          | 15     |        |
| 13   | 29 | Karl Wendlinger      | Sauber-Ilmor          | 74    | + 4 tours                          | 8      |        |
| 14   | 28 | Gerhard Berger       | Ferrari               | 70    | Accident                           | 7      |        |
| Abd. | 12 | Johnny Herbert       | Lotus-Ford            | 61    | Accident                           | 14     |        |
| Abd. | 6  | Riccardo Patrese     | Benetton-Ford         | 53    | Moteur                             | 6      |        |
| Abd. | 20 | Érik Comas           | Larrousse-Lamborghini | 51    | Accident                           | 10     |        |
| Abd. | 10 | Aguri Suzuki         | Footwork-Mugen-Honda  | 46    | Accident                           | 18     |        |
| Abd. | 9  | Derek Warwick        | Footwork-Mugen-Honda  | 43    | Accélérateur                       | 12     |        |
| Abd. | 5  | Michael Schumacher   | Benetton-Ford         | 32    | Panne hydraulique                  | 2      |        |
| Abd. | 3  | Ukyo Katayama        | Tyrrell-Yamaha        | 31    | Fuite d'huile                      | 22     |        |
| Abd. | 21 | Michele Alboreto     | BMS Lola-Ferrari      | 28    | Boîte de vitesses                  | 24     |        |
| Abd. | 30 | Jyrki Järvilehto     | Sauber-Ilmor          | 23    | Accident                           | 11     |        |
| Abd. | 15 | Thierry Boutsen      | Jordan-Hart           | 12    | Suspension                         | 23     |        |
| Abd. | 26 | Mark Blundell        | Ligier-Renault        | 3     | Suspension                         | 21     |        |
| Nq.  | 21 | Luca Badoer          | BMS Lola-Ferrari      |       | Non qualifié                       |        |        |

## Pole position et record du tour
- Pole position : Alain Prost en 1 min 20 s 557 (vitesse moyenne : 148,725 km/h).
- Meilleur tour en course : Alain Prost en 1 min 23 s 604 au 52e tour (vitesse moyenne : 143,304 km/h).

## Tours en tête
- Alain Prost : 11 (1-11)
- Michael Schumacher : 21 (12-32)
- Ayrton Senna : 46 (33-78)

## Statistiques
- 39e victoire pour Ayrton Senna.
- 102e victoire pour McLaren en tant que constructeur.
- 163e victoire pour Ford-Cosworth en tant que motoriste.